# Vertragsfreiheit
Die in Deutschland nach ständiger Rechtsprechung des Bundesverfassungsgerichts als Ausfluss der allgemeinen Handlungsfreiheit durch Art. 2 Abs. 1 GG geschützte Vertragsfreiheit ist die Ausprägung des Grundsatzes der Privatautonomie im deutschen Zivilrecht, die es jedermann gestattet, Verträge abzuschließen, die sowohl hinsichtlich des Vertragspartners als auch des Vertragsgegenstandes frei bestimmt werden können, sofern sie nicht gegen zwingende Vorschriften des geltenden Rechts, gesetzliche Verbote oder die guten Sitten verstoßen.
Der Schutz der rechtsgeschäftlichen Willensbildung vor Erpressung ist durch § 253 StGB strafbewehrt. Ferner kann bei einer durch Drohung oder Täuschung erwirkten Willenserklärung die Anfechtung erklärt werden.

## Gesichtspunkte der Vertragsfreiheit
Als einzelne Gesichtspunkte der Vertragsfreiheit unterscheidet man Abschlussfreiheit, Partnerwahlfreiheit, Inhaltsfreiheit, Formfreiheit und Aufhebungsfreiheit.
- Unter Abschlussfreiheit versteht man das Recht, sich zu entscheiden, „ob, wo, wann, wie und mit wem“[5] man einen Vertrag schließen will oder nicht. Ist diese Freiheit durch Gesetz beschränkt, spricht man von Abschluss- oder Kontrahierungszwang (lateinisch contrahere; kontrahieren = einen Vertrag schließen). Kontrahierungszwang gilt regelmäßig bei Verträgen zur Daseinsvorsorge, so z. B. für Stromanbieter: Sie müssen den Kunden versorgen oder bei den Fällen der öffentlich-rechtlichen Versorgung mittels des Anschluss- und Benutzungszwangs (Kanalisation, Zuwege o. Ä.).
  - Die negative Vertragsfreiheit ist ein Teilaspekt der Abschlussfreiheit („ob“) und des Art. 2 I GG. Sie garantiert das Recht, keine Verträge zu schließen.[6]

- Partnerwahlfreiheit besagt dabei als Teilaspekt der Abschlussfreiheit, dass man sich seinen Vertragspartner frei auswählen kann. Das Recht, einen Vertrag nicht abzuschließen, wird auch als negative Vertragsfreiheit bezeichnet.

- Unter Inhaltsfreiheit (oder Gestaltungsfreiheit) versteht man die Möglichkeit, den Inhalt der vertraglichen Regelungen frei zu bestimmen. So können auch völlig neue, vom Gesetz nicht vorgesehene Vertragstypen geschaffen werden (Typenfreiheit). Beschränkt wird die Inhaltsfreiheit durch den Typenzwang, z. B. im deutschen Sachenrecht (lateinisch numerus clausus abgeschlossene Anzahl).

- Formfreiheit meint, dass man Verträge grundsätzlich ohne eine bestimmte Form schließen kann oder dass man eine Form wählt, die nicht im Gesetz erwähnt ist. Formfreiheit besteht dann nicht, wenn eine gesetzliche Form vorgeschrieben ist, z. B. bei Grundstücksgeschäften. Hier hat die Form die Funktion der Warnung und kann zu Beweiszwecken dienen bzw. schafft Rechtssicherheit (z. B. hat die vorgeschriebene notarielle Beurkundung von Hausverkäufen zur Folge, dass eine neutrale, rechtskundige Person dem Procedere beratend beiwohnt).

- Die Aufhebungsfreiheit bedeutet schließlich, dass man sich im Einvernehmen auch wieder von geschlossenen Verträgen lösen kann. Eine einseitige Lösung des Vertrages ist dagegen ausgeschlossen.

## Einschränkungen
Die generelle Vertragsfreiheit wird in der Europäischen Union durch eine Vielzahl von Gesetzen und die guten Sitten eingeschränkt. Beispiele:
- Arbeitsrecht (Kündigungsschutz und Betriebsräte in Deutschland)
- Verbot der Diskriminierung aufgrund von Ethnie und Herkunft, sexueller Orientierung, Religion, Behinderung usw. nach dem Allgemeinen Gleichbehandlungsgesetz (AGG)
- Ladenschlussgesetze
- durch Regelungen über Allgemeine Geschäftsbedingungen
- staatliche Monopole (Müllbeseitigung, Gerichtswesen, Geldwesen)
- Versicherungswesen (teilweise Kontrahierungszwang bei Pflichtversicherungen)

## Geschichte
Die Französische Revolution führte zu einer gesetzlichen Normierung der Vertragsfreiheit. Mit dem Décret d'Allarde  von März 1791 und das Gesetz Le Chapelier vom 14. Juni 1791 sicherten Gewerbefreiheit und Vertragsfreiheit und verboten Organisationen und Regelungen, die diese Vertragsfreiheit einschränkten.